# Wyłok
Wyłok (ukr. Вилок, ros. Вилок, słow. Vylok, węg. Tiszaújlak) – osiedle typu miejskiego na Ukrainie w rejonie wynohradiwskim obwodu zakarpackiego, przy granicy z Węgrami. Znajduje się tu przejście graniczne Ukrainy z Węgrami.

## Historia
W 1989 liczyło 3446 mieszkańców.
W 2013 liczyło 3324 mieszkańców.

## Galeria

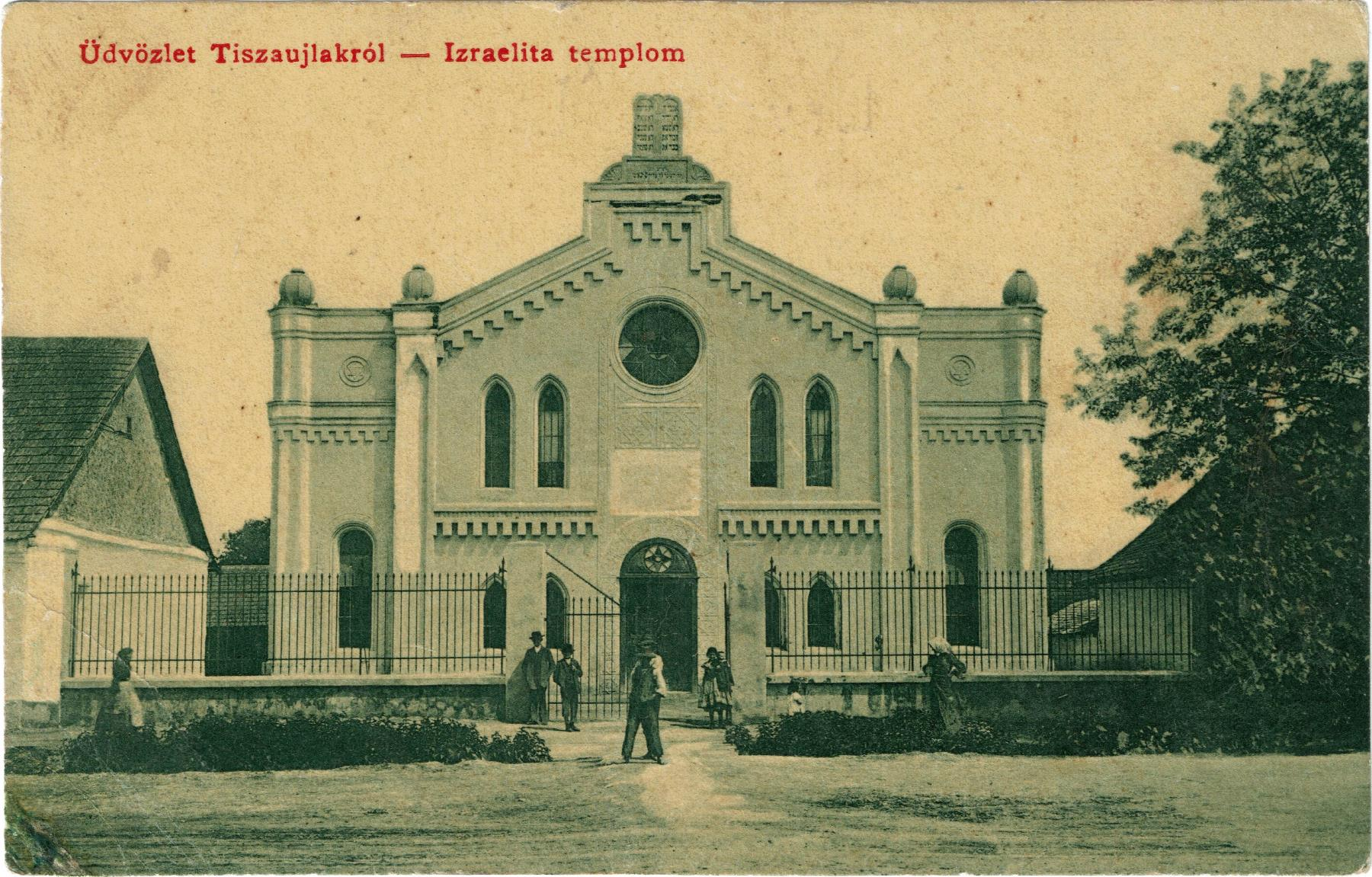
Synagoga